# Elògium
"Elògium" (títol original en anglès "Elogium") és el quart episodi de la segona temporada i el 20è del total de la sèrie de televisió de ciència-ficció estatunidenca Star Trek: Voyager. La història va ser escrita pels autònoms Jimmy Diggs i Steve J. Kay, basada en l'experiència de Diggs mentre servia a la Marina dels Estats Units. Va ser reescrita pel productor executiu Jeri Taylor i l'escriptor convidat Kenneth Biller, i dirigida per Winrich Kolbe. L'episodi es va emetre originalment a UPN el 18 de setembre de 1995.
Ambientada al segle XXIV, la sèrie segueix les aventures de la tripulació de la Flota Estel·lar i els Maquis de la nau estel·lar USS Voyager després de quedar encallats al Quadrant Delta lluny de la resta de la Federació. En aquest episodi la Voyager es troba amb un eixam de formes de vida espacials, que confonen la nau amb un membre de la seva espècie. La presència dels extraterrestres indueix un cicle d'aparellament prematur a Kes (Jennifer Lien), cosa que fa que ella i Neelix (Ethan Phillips) es qüestionin si estan preparats per tenir fills o no.
Taylor va incorporar el suggeriment de Diggs de posar un personatge al nom de "Samantha Wildman" en honor a una donant d'òrgans que va salvar la vida de la seva dona. El guió va ser el primer treball de Biller per a la sèrie i li va valer un lloc permanent a l'equip de guionistes de la Voyager després d'impressionar els productors. L'episodi va rebre una qualificació de Nielsen del 5,7/9 %, cosa que el va situar en la 87a posició de la setmana en general. L'episodi va ser elogiat pel repartiment, i tot i que el director Winrich Kolbe estava satisfet, va considerar que Kes podria haver estat portada més enllà a l'episodi. Els crítics van donar a l'episodi una resposta mixta, lloant l'actuació de Lien mentre criticaven la dinàmica dels personatges i el missatge sobre les dones que volen la maternitat.

## Argument
En data estel·lar 48921.3, La USS Voyager es troba amb un núvol de formes de vida espacials, i Capitana Janeway (Kate Mulgrew) observa la nau de més a prop. Aviat, la nau és atreta i engolida per l'eixam de criatures, la proximitat de les quals inhabilita els controls del timó i els escuts. La tripulació intenta escapar sense fer mal a l'eixam, però quan les criatures comencen a adherir-se a l nau, causen encara més estralls als sistemes de la nau. Arriba una versió de les criatures tan grans com la Voyager, i la tripulació s'adona que les han confós amb una altra de l'espècie; les criatures més petites intenten aparellar-se amb la nau. Quan la criatura més gran ataca, la Voyager adopta una posició de submissió, basada en el comportament que la tripulació va observar en els membres més petits de l'espècie. Perdent l'interès, les criatures més petites es desprenen de la Voyager i la permeten marxar.
En resposta a l'exposició de la Voyager a l'eixam, la Kes (Jennifer Lien) comença a menjar de manera anormal, incloent-hi insectes i terra. A la infermeria, té febre, un pols i una pressió arterial perillosament elevats i un creixement tumoral a l'esquena. Ella resisteix el tractament del Doctor (Robert Picardo) i es tanca al seu despatx, finalment cedint només per explicar a la capitana Janeway que està passant per l'"elògium": el cicle d'aparellament ocampa. Aquest procés només passa una vegada i normalment afecta Ocampa entre els quatre i els cinc anys, però Kes no té ni dos. Neelix (Ethan Phillips) i Kes s'angoixen sobre si tenir fills i les ramificacions de convertir-se en pares. Després de parlar dels fills i la família amb el tinent Tuvok (Tim Russ), Neelix decideix que està preparat per ser pare, mentre que Kes ha decidit no fer-ho. Finalment, com que el Doctor creu que l'"elògium" va ser induït artificialment per la proximitat de les criatures a la nau, podria tornar-li a passar més tard a la seva vida, quan estigui preparada.
Al llarg de l'episodi, sorgeixen preocupacions sobre la fraternització a bord. Després de la capitana Janeway i Chakotay (Robert Beltran) discuteixen si la nau és un lloc adequat per criar fills, l'alferes Samantha Wildman (Nancy Hower) anuncia que està embarassada del seu marit, que encara es troba al Quadrant Alfa.

## Producció
"The Alamak" i "The Running" van ser títols temporals durant el desenvolupament de l'episodi, abans de decidir-se pel títol final: "Elògium". L'episodi va ser escrit originalment per a la primera temporada de la sèrie, però va ser retingut per UPN per donar a la segona temporada un impuls a la programació d'altres cadenes. En altres països, inclòs el Regne Unit, l'episodi es va incloure a la primera temporada. La productora executiva i cocreadora Jeri Taylor va descriure "Elògium" com un final adequat per a aquella temporada "perquè ens deixa amb la revelació que algú a bord de l'U.S.S. Voyager està embarassada!" Tot i que la producció de l'episodi va requerir un gran nombre de gràfics per ordinador, la producció d'"Elògium" va requerir poques altres característiques de producció addicionals com ara repartiment o decorats addicionals, convertint-lo en un episodi d'ampolla.
Jimmy Diggs va escriure la trama A d'"Elògium" basant-se en una experiència que va tenir mentre servia a la Marina dels Estats Units. Una nit sense estrelles, quan se li va encarregar netejar el vaixell a mesura que entrava al port, es van utilitzar focus gegants per ajudar els mariners. Mentre el vaixell viatjava, Diggs va presenciar l'acumulació gradual de milers de criatures marines seguint el vaixell. Aquest "record especial i únic" va ser la base del seu primer guió venut a Star Trek. Ja treballava com a intern a l'equip sobre la base d'un guió anterior quan es va reunir amb Taylor i Brannon Braga per proposar-li més històries, inclosa "Elògium". Més tard va dir que la història es va vendre per una sola línia de diàleg: quan la tripulació finalment descobreix com desfer-se de les criatures alienígenes, la frase de Tuvok de "Capità, crec que hem perdut el nostre atractiu sexual" va fer riure Braga i el va fer "dir la paraula màgica, 'Comprat'. '" Amb això, Diggs es va convertir en el tercer afroamericà a escriure per a Star Trek. La composició de plans, incloent-hi la Voyager i les criatures alienígenes, es va aconseguir amb un ús intensiu d'imatges generades per ordinador (CGI) produïdes per Amblin Imaging i Santa Barbara Studios. En veure l'eixam alienígena a distància, l'efecte especial era una composició a partir de imatges ampliades d'esperma. Tanmateix, quan es veia de prop, l'eixam alienígena estava generat per ordinador. Jeri Taylor va reescriure el guió per integrar la necessitat d'aparellar-se de Kes com a història B.
Més tard, Diggs va escriure a Jeri Taylor, sol·licitant que un personatge portés el nom de Samantha Wildman, una noia jove a qui la donació d'òrgans de ronyó va salvar la vida de la seva dona. Taylor va escriure en nom del personatge de Samantha Wildman, que va tornar a aparèixer com a cap de departament de xenobiologia perquè la seva homònima havia estat una fervent amant dels animals. Diggs va descriure la seva motivació per pressionar pel nom: "'No podia imaginar l'altruisme de persones que, enmig del seu dolor per la pèrdua del seu fill, poguessin pensar en algú altre, poguessin salvar la vida d'algú altre.' En Jimmy diu que en l'antiguitat, els déus immortalitzaven els herois col·locant-los a les estrelles. «Samantha Wildman continuarà vivint», diu. «Ha pres el seu [lloc] a les estrelles» '"

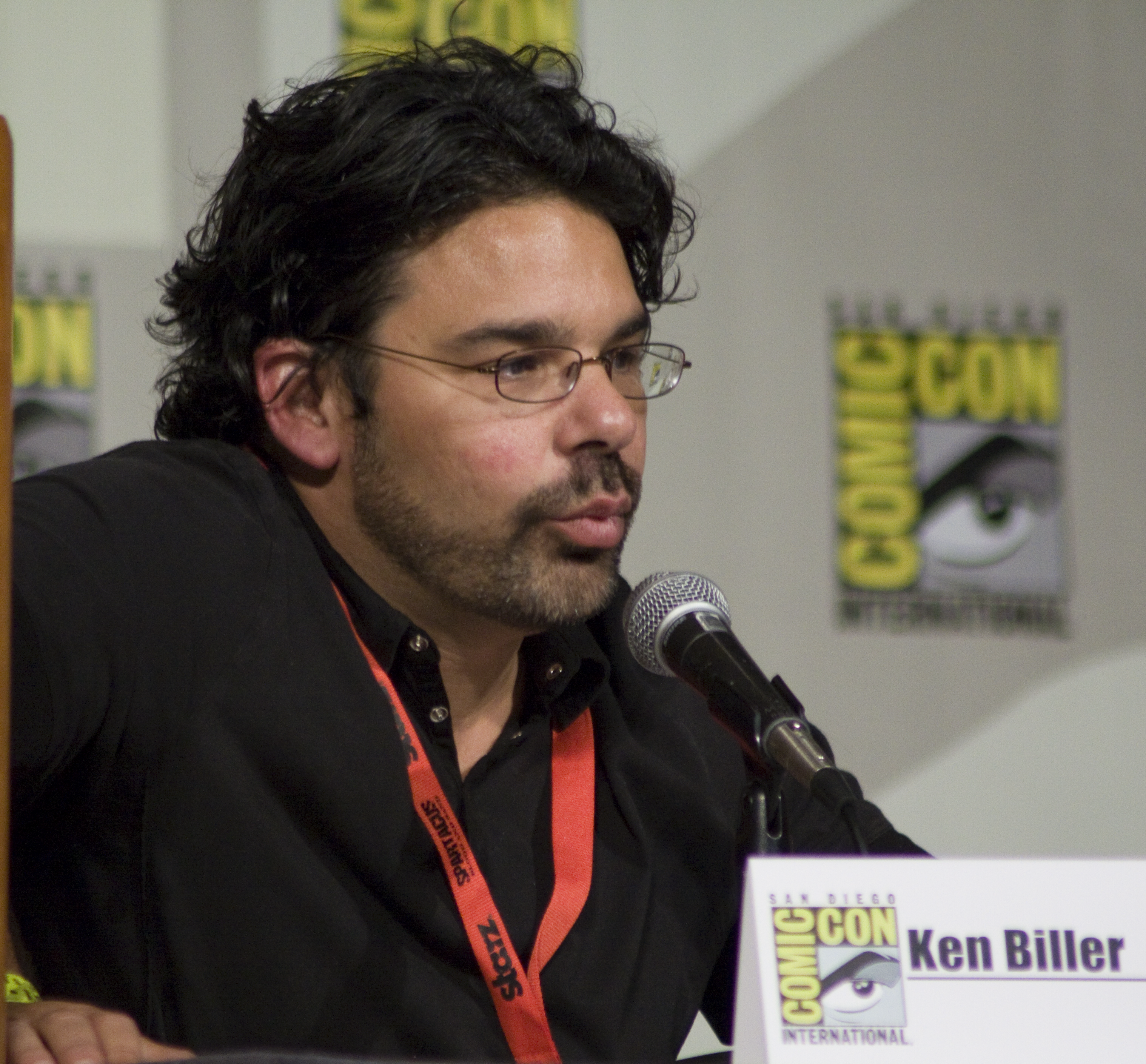
Kenneth Biller a la Comic-Con de 2009. Biller va ajudar a revisar la història inicial per al guió televisiu.

El guió televisiu va ser escrita per Kenneth Biller i Taylor; Biller va escriure la història A que se centrava en l'eixam de criatures alienígenes mentre que Taylor es va centrar en la història B de l'"elògium" de Kes. En lloc d'escriure a partir de la història en prosa completa de Digg, Biller va treballar a partir d'un tractament de set pàgines. Biller va reaccionar a la trama amb el pensament: "un programa sobre menjar i sexe: aquestes són coses de les quals en sé molt..."Biller va explicar en una entrevista posterior que va lluitar perquè Neelix i Kes ja visquessin junts i tinguessin relacions sexuals quan escrivien la sèrie televisiva, però Taylor i Rick Berman el van rebutjar per preocupació per la curta edat de Kes i que seria més interessant mostrar la parella lluitant amb això per primera vegada.
"Elògium" va inaugurar el mandat de Biller com a guionista de Star Trek: Voyager. Quan va portar el guió perquè els cocreadors de la sèrie Michael Piller i Jeri Taylor el revisessin, li van dir que era un guió molt bo. Tanmateix, Piller va dir que "no crec que el teaser funcioni en absolut". Biller va rebre tantes notes sobre el guió que va començar a sentir com si l'experiència fos una audició. Després de reescriure el guió, Taylor va expressar satisfacció amb les descripcions tècniques de Biller dins del guió i va preguntar si Biller tenia formació científica; irònicament, Biller havia assistit a la Universitat Brown específicament per evitar fer cursos de ciències; els detalls tècnics eren tots inventats. L'endemà de presentar la reescriptura, Taylor va demanar a Biller que s'unís a l'equip de guionistes de la "Voyager". Biller no estava al corrent de la vacant, ja que s'havia incorporat pels honoraris de 15.000 dòlars (31.000 el 2024) i no esperava res més. Tot i que inicialment es va mostrar reticent, Biller va acceptar l'oferta de Taylor per "l'oportunitat d'escriure televisió que tractés sobre alguna cosa". Taylor i Biller van admetre que va ser el fet que UPN hagués retingut l'episodi fins a la segona temporada el que va provocar l'estrany període de gestació de set o vuit mesos de l'alferes Wildman.

## Recepció

### Avaluacions
"Elògium" es va emetre per primera vegada el 18 de setembre de 1995. Segons Nielsen Media Research, va rebre una qualificació Nielsen del 5,7/9%. Això va significar que va ser vist pel 5,7% de tots els televisors dels Estats Units i el 9% dels que miraven la televisió en aquell moment. Això va ser una disminució respecte a l'episodi anterior, "Projeccions", que va rebre una qualificació del 6,1/10 per cent i inferior a la de l'episodi següent, "Non Sequitur", que va obtenir una qualificació del 6,0/9 per cent. "Elògium" va quedar en la 87a posició general per les audiències més altes de la setmana d'emissió.

### Resposta del repartiment i l'equip tècnic
Diversos membres del repartiment de Voyager van trobar l'episodi agradable. Mulgrew va elogiar "Elògium" per la seva oportunitat d'interactuar amb el personatge de Kes a un nivell matern. Mulgrew va pensar que l'episodi era un gran vehicle perquè Lien estirés les seves habilitats d'actuació, qualificant-la d’ "una sorpresa constant i meravellosa". La mateixa Lien va pensar que l'episodi era un gran vehicle per aprendre més sobre el seu personatge i l'espècie Ocampa; va dir que "[re]alment va portar el meu personatge a un nivell diferent". Russ pensava que "Elògium" (juntament amb "Emanacions") eren històries que desafiaven conceptes, idees, actituds i tradicions, totes les coses sobre les quals el creador de Star Trek Gene Roddenberry va escriure originalment ciència-ficció: "Això, crec, és la part més important de Star Trek." El director Winrich Kolbe va elogiar l'actuació de Lien a "Elògium", però li va decebre que no pogués portar el personatge encara més lluny, dient que "l'espectacle es va suavitzar al final". Kolbe es va queixar que no era estrany que un concepte meravellós fos víctima d'una manca de coratge i determinació.

### Resposta de la crítica
No obstant això, la resposta de la crítica va ser més mixta. Al seu llibre Delta Quadrant: The unofficial guide to Voyager, David McIntee va trobar que la revelació de Chakotay i l'actuació de Lien eren els únics punts àlgids de l'episodi. Per altra banda, va considerar que les "declaracions de política sexual" eren cursis i exagerades, i que tots els possibles clixés de lElògium de Kes (pubertat, SPM, embaràs, avortament i menopausa) havien estat trepitjats i mal utilitzats. McIntee va acusar la trama de ser avorrida i l'actuació deficient; tot i que pensava que la trama havia de tocar l'embaràs adolescent, en canvi emfatitzava que totes les dones volen ser mares, i tots els homes són "bastards immadurs". Va qualificar l'episodi amb 1 sobre 10. Els crítics Lance Parkin i Mark Jones van pensar que l'episodi era "Voyager en el seu pitjor moment", repetint les queixes dels fans que si les dones ocampa només donaven a llum una vegada, la seva població acabaria desapareixent, ja que es reduiria a la meitat cada generació.
Dale Kutzera de Cinefantastique va pensar que l'episodi havia fluït bé i que la tecnoxerrameca era raonable i lògica, però que l'episodi no feia un bon ús dels personatges. Va dir que cada personatge encaixava en un paper determinat: Neelix era el xicot gelós, B'Elanna Torres (Roxann Dawson) era la klíngon que disparava primer, i Kes era la caixa de ressonància alienígena d'aspecte alegre per a altres personatges. A més, Kutzera va considerar que els temes de l'episodi eren més apropiats per a un episodi de la primera temporada, ja que no eren tan pertinents ni creïbles un any després. Va donar a l'episodi 2,5 de 4 estrelles.
El 2020, ScreenRant va classificar aquest episodi com un dels deu pitjors episodis de Star Trek: Voyager.

## Comunicat de premsa domèstic
El primer comunicat de premsa domèstic d'"Elògium" va ser com a part d'un llançament de dos episodis en VHS juntament amb "Projections" al Regne Unit el 1995. Als Estats Units, es va publicar en casset d'un sol episodi el 5 de setembre de 2000. L'episodi es va publicar per primera vegada en DVD com a part de la segona temporada (tant al Regne Unit com als EUA) el 2004.